# Liste der Kulturdenkmäler in Eitelborn
In der Liste der Kulturdenkmäler in Eitelborn sind alle Kulturdenkmäler der rheinland-pfälzischen Ortsgemeinde Eitelborn aufgeführt. Grundlage ist die Denkmalliste des Landes Rheinland-Pfalz (Stand: 21. Dezember 2021).

## Denkmalzonen
| Bezeichnung             | Lage                                               | Baujahr | Beschreibung | Bild                           |
| ----------------------- | -------------------------------------------------- | ------- | --- | ------------------------------ |
| Denkmalzone Sporkenburg | südlich des Ortes am Westhang des Emsbachtals Lage | um 1310 | stattliche Mauerreste des Berings der um 1310 von Heinrich II. von Helfenstein neu errichteten, 1635 zerstörten Burg, Schildmauer, Ecktourellen, Halsgraben, weiträumiger Zwinger | weitere Bilder Fotos hochladen |

## Einzeldenkmäler
| Bezeichnung                          | Lage                                                               | Baujahr                            | Beschreibung | Bild                           |
| ------------------------------------ | ------------------------------------------------------------------ | ---------------------------------- | --- | ------------------------------ |
| Katholische Kirche Mariä Himmelfahrt | Gartenstraße 30 Lage                                               | 1923–25                            | Bruchsteinsaal, bezeichnet 1923–25 | weitere Bilder Fotos hochladen |
| Wegekreuz                            | Hahnengasse, an Nr. 39 Lage                                        | 1805                               | Kruzifix, Holz, bezeichnet 1805 | weitere Bilder Fotos hochladen |
| Hofanlage                            | Oberdorfstraße 19 Lage                                             | spätes 19. Jahrhundert             | L-förmige Anlage mit Fachwerkwohnhaus und -scheune, Bohnenstangenfachwerk, spätes 19. Jahrhundert                                                                                  | Fotos hochladen                |
| Wohnhaus                             | Unterdorfstraße 20 Lage                                            | 16. Jahrhundert                    | Fachwerkhaus, teilweise massiv, 16. Jahrhundert | Fotos hochladen                |
| Wohnhaus                             | Unterdorfstraße 27 Lage                                            | 17. oder 18. Jahrhundert           | Fachwerkhaus, teilweise massiv, 17. oder 18. Jahrhundert | Fotos hochladen                |
| Wohnhaus                             | Unterdorfstraße 37 Lage                                            | zweite Hälfte des 18. Jahrhunderts | Fachwerkhaus, teilweise massiv, wohl aus der zweiten Hälfte des 18. Jahrhunderts                                                                                                   | Fotos hochladen                |
| Schulhaus                            | Willy-Arndt-Straße 27 Lage                                         | um 1900                            | ehemalige Schule; Bruchsteinbau, um 1900 | Fotos hochladen                |
| Vorwerk des Hofguts Denzerheide      | südwestlich des Ortes Lage                                         | 17. Jahrhundert                    | Vorwerk, Fachwerkhaus, 17. Jahrhundert | weitere Bilder Fotos hochladen |
| Denkmal                              | südwestlich des Ortes auf dem Gelände des Hofguts Denzerheide Lage | um 1815/16                         | ehemalige Grenzsäule des Herzogtums Nassau, roter Lahnmarmor, um 1815/16, preußischer Adler nach 1866 ergänzt; ursprünglich an der Meerkatzbrücke bei Koblenz-Arenberg aufgestellt | weitere Bilder Fotos hochladen |
| Stundenstein                         | westlich des Ortes an der K 113 Lage                               | 1789                               | kurtrierscher Stundenstein, Obelisk, bezeichnet 1789 | weitere Bilder Fotos hochladen |